# 질화물 반도체
질화물 반도체(窒化物半導體)란, III-V족 반도체이며, V족 원소로 질소를 이용한 반도체이다. 질화 알루미늄(AIN), 질화 갈륨(GaN), 질화 인듐(InN)이 대표적이다. 질화 알루미늄은 절연체이지만, 같은 계열로 논의된다.
기존의 반도체에 비해 띠틈이 큰 와이드갭 반도체이며, 또한 갈륨, 인듐, 알루미늄의 농도를 변화시켜서, 띠틈을 크게 변화시킬 수 있다. 그렇기 때문에 가시광선 영역의 거의 대부분을 커버할 수 있어 발광재료로 유망시되고 있다.
그 외에도, 화학적으로 안정한 것, 물리적으로 단단한 것, 비소의 유독물질이 사용되지 않아서 환경적인 것 등 여러 특징을 가진다.

## 역사
1990년대, 니치아 화학의 나카무라 슈우지에 의하여 GaN을 이용한 파란색 발광 다이오드가 제작되어, 질화물 품이라고 말해지는 사태가 발생되었다.
2004년에, 질화물 반도체는 매우 활발하게 연구되고 있어, 일본응용물리학회, 한국물리학회에서 질화물 반도체의 세션은 다른부분에 비해서 큰 비중을 차지한다.

## 같이 보기
- 아카사키 이사무(일본어: 赤崎勇)